# Kroatiens premiärminister
Kroatiens premiärminister, officiellt President av republiken Kroatiens regering (kroatiska: Predsjednik vlade Republike Hrvatske), är regeringschef i Kroatien och leder den kroatiska regeringen. Formellt är ämbetet efter president- och talmannaämbetet det viktigaste i landets politiska hierarki. Sedan den 19 oktober 2016 är Andrej Plenković landets premiärminister. 

## Ämbetsuppgifter
Den kroatiska konstitutionen föreskriver att parlamentet "övervakar" regeringen (artikel 81) och att republikens president "garanterar regeringens regelbundna och balanserade funktion och stabilitet (artikel 91). 

## Lista över Kroatiens premiärministrar
|  | Statsminister     | Tillträdde       | Avgick           | Parti | Parti    | Regering              | Ref         |
|  | ----------------- | ---------------- | ---------------- | ----- | -------- | --------------------- | ----------- |
|  | Stjepan Mesić     | 30 maj 1990      | 24 augusti 1990  |       | HDZ      | Mesić                 |             |
|  | Josip Manolić     | 24 augusti 1990  | 17 juli 1991     |       | HDZ      | Manolić               |             |
|  | Franjo Gregurić   | 17 juli 1991     | 12 augusti 1992  |       | HDZ      | Gregurić              |             |
|  | Hrvoje Šarinić    | 12 augusti 1992  | 3 april 1993     |       | HDZ      | Šarinić               |             |
|  | Nikica Valentić   | 3 april 1993     | 7 november 1995  |       | HDZ      | Valentić              |             |
|  | Zlatko Mateša     | 7 november 1995  | 27 januari 2000  |       | HDZ      | Mateša                |             |
|  | Ivica Račan       | 27 januari 2000  | 23 december 2003 |       | SDP      | Račan I, Račan II     |             |
|  | Ivo Sanader       | 23 december 2003 | 6 juli 2009      |       | HDZ      | Sanader I, Sanader II |             |
|  | Jadranka Kosor    | 6 juli 2009      | 23 december 2011 |       | HDZ      | Kosor                 |             |
|  | Zoran Milanović   | 23 december 2011 | 22 januari 2016  |       | SDP      | Milanović             |             |
|  | Tihomir Orešković | 22 januari 2016  | 19 oktober 2016  |       | Partilös | Orešković             | [ 2 ] [ 3 ] |
|  | Andrej Plenković  | 19 oktober 2016  | Nuvarande        |       | HDZ      | Plenković             | [ 1 ]       |